# 安德烈娅·盖兹
安德烈娅·米娅·盖兹（英語：Andrea Mia Ghez，1965年6月16日—），美国天文学家，加州大学洛杉矶分校物理学和天文学教授，在對於銀河系中心的研究領域頗具盛名。2004年，《发现》杂志将其列为美国前20位在各自领域表现出高度理解力的科学家之一。2020年，她被授予诺贝尔物理学奖，与赖因哈德·根策尔各自享有四分之一的奖金，“因为在银河系中心发现了一个超大質量緻密天體。”另一半奖金被授予罗杰·彭罗斯。盖兹是继2018年唐娜·斯特里克兰后第四位获得诺贝尔物理学奖的女性。

## 生平

### 早年生活和教育
盖兹生于纽约。父亲吉尔伯特·盖兹是犹太人，出生于意大利罗马，一个来自突尼斯和德国法兰克福的家庭。母亲苏珊（加顿）来自马萨诸塞州北阿特尔伯勒的爱尔兰天主教家庭。
盖兹小时候全家从纽约搬到了芝加哥，就读于芝加哥大学实验学校。受阿波罗计划的登月计划启发，盖兹立志成为第一位女宇航员，这一目标得到了母亲的鼓励。她大学时先学习数学，然后转向物理学专业。
她于1987年获得麻省理工学院的物理学学士学位。1992年在加州理工学院获得博士学位，导师为格里·诺伊格鲍尔。

## 学术贡献
盖兹的研究采用了高空间分辨率成像技术，例如凯克望远镜上的自适应光学系统，研究了恒星形成区域和银河系中心被称为人馬座A*的超大质量黑洞。

## 轶事
对盖兹影响力最大的女性榜样是她的高中化学老师。
盖兹出现在由BBC，探索频道和历史频道等网络制作的许多电视纪录片中。 2006年，她参加了PBS系列Nova的一集。 她被“我的英雄计划”确定为科学英雄。 2000年，《发现》杂志将盖兹列为各自领域中20位有前途的年轻美国科学家之一。
盖兹是游泳俱乐部Masters Swim Club的活跃游泳者。

## 家庭
丈夫Tom LaTourrette是兰德公司的地质学家兼研究科学家。他们有两个儿子。

## 奖项和荣誉

### 奖项
- 安妮·坎农天文学奖 (1994年)[20]
- Packard奖学金 (1996年)[21]
- 美国天文学会牛顿·莱西·皮尔斯天文学奖 (1998年)[20]
- 美国物理学会玛丽亚·格佩特-梅耶奖 (1999年)[22]
- 赛克勒奖 (2004年)[23]
- 金盾学院学术卓越奖 (2004年)[24]
- 马克·阿伦森纪念讲座 (2007年)
- 麦克阿瑟研究金 (2008年)[25]
- 克拉福德奖 (2012年)[26]
- 诺贝尔物理学奖（2020年）

### 荣誉
2004年，当选为美国国家科学院院士
2019年，当选为美国物理学会（APS）会士。